# جمعية مرشدات جنوب السودان
جمعية مرشدات جنوب السودان هي الجمعية الإرشادية في جنوب السودان وتعتبر عضو في الجمعية العالمية للمرشدات وفتيات الكشافة.
أصبحت جنوب السودان دولة مستقلة في 9 يوليو 2011، ولقد إنفصلت جمعية مرشدات جنوب السودان عن جمعية مرشدات السودان بعدما كانت جمعية واحدة تحت مسمى جمعية مرشدات السودان.
في عام 2013، تم الاعترف بجمعية مرشدات جنوب السودان كعضو في الجمعية العالمية للمرشدات وفتيات الكشافة ، وتم ذلك رسميا في المؤتمر العالمي في هونغ كونغ 2014.